# Sfingosina beta-galattosiltransferasi
La sfingosina beta-galattosiltransferasi è un enzima appartenente alla classe delle transferasi, che catalizza la seguente reazione:
UDP-galattosio + sfingosina ⇄ UDP + psicosina